# 宮城県道271号利府中インター線
宮城県道271号利府中インター線（みやぎけんどう271ごう りふなかインターせん）は、宮城県塩竈市から同県宮城郡利府町の利府中ICに至る一般県道である。

## 概要
仙塩広域都市計画道路3･3･109号 越の浦春日線として整備が進んでおり、将来的に杉の入で国道45号と接続する予定である。

### 路線データ
- 起点：塩釜市[2]
- 終点：宮城郡利府町[2]
- 実延長：1509.6 m[3]

## 歴史
- 2001年（平成12年）- しおりふれあいトンネルが開通[4]。

## 地理

### 通過する自治体
- 塩竈市
- 宮城郡利府町

### 交差する道路
- （国道45号）（塩竈市杉の入・起点）
- 三陸沿岸道路（仙塩道路・仙台松島道路）利府中IC・宮城県道8号仙台松島線（宮城郡利府町春日・終点）